# 楊カン
楊 暕（よう かん、開皇5年（585年） - 大業14年3月11日（618年4月11日）は、中国の隋の煬帝（楊広）の次男。字は世朏。小字は阿孩。母は蕭皇后。元徳太子楊昭の同母弟。

## 経歴
容貌や立ち居振る舞いが美しく眉目も秀麗で、幼い頃から祖父の文帝に可愛がられた。開皇年間に豫章王に立てられ、食邑1000戸を与えられた。成長すると経書や史書をよく学び、特に騎射に巧みであったという。初め内史令となり、仁寿年間に揚州総管沿淮以南諸軍事を拝した。仁寿4年（604年）、父の煬帝が即位すると、斉王に封じられ食邑を4000戸に増やされた。大業2年（606年）、東都洛陽が完成して煬帝が初めて入城した時、儀仗隊の軍導を取り仕切った。まもなく豫州牧となるが、にわかに兄の皇太子楊昭が病没したため、朝野はみな次の跡継ぎは楊暕がなると期待した。煬帝は吏部尚書の牛弘に命じて楊暕の配下を選ばせ、公卿の子弟の多くが任命された。翌大業3年（607年）、雍州牧に転じ、すぐに河南尹・開府儀同三司となった。楊暕は兄楊昭の配下だった2万人すべてを与えられるなど、父の寵愛もますます大きくなった。おばの楽平公主以下、親戚たちも争って彼に礼を尽くし、百官も拝謁を求めて道路が混み合うほどであったという。
このような厚遇から、楊暕は新たな皇太子は自分に違いないと思って驕慢になり、喬令則・劉虔安・裴該・皇甫諶・厙狄仲錡・陳智偉といった小人を近づけて声色や遊猟にふけるようになった。配下の喬令則らも楊暕の威光を嵩に若い娘や名馬などを奪い取るなど、しばしば不法な行いをした。さらに楽平公主が煬帝に柳氏の美しい娘を進め、煬帝が返事をしないでいたところ、楽平公主が楊暕に娘を進め、楊暕のものとなってしまうという事が起き、父の煬帝の不快を招いた。また煬帝が汾陽宮で狩りをした時、楊暕の配下が煬帝の従官を遮って麋鹿（シフゾウ）を大量に狩ったので、怒った煬帝は楊暕の過失を調べるようになった。
楊暕の周りで不法な行為が生じ、御史の韋徳裕がこれを弾劾したため、煬帝は兵1000余りに命じて楊暕の屋敷を大いに捜索させた。その結果、楊暕が亡妃韋氏の姉である元氏の妻と密通して娘を生ませていたこと、また楊暕は兄楊昭の遺児3人の存在が自分の立太子の障害になるのを恐れ、彼らを呪詛していたことなどが明らかになった。一連の報告を聞いた煬帝は激怒し、喬令則ら側近および元氏の妻を処刑したほか、楊暕の配下をみな辺境に流した。これにより煬帝の楊暕への寵愛は衰え、京兆尹となったものの重要な政務から遠ざけられた。さらに煬帝は楊暕の動向を監視させ、彼が不穏な行動を起こすことを警戒し、老弱な者しか配下に加えなかった。楊暕は常に恐れを抱き、心中不安であった。
大業14年（618年）3月、江都宮で宇文化及が反乱を起こした時、反乱の知らせをはじめ聞いた煬帝は楊暕が反乱したに違いないと蕭皇后に語った。宇文化及はまた楊暕も捕らえて殺すよう命じていたが、楊暕は反乱兵を見て煬帝が自分を捕らえるよう命じたのだと思った。処刑される時になっても宇文化及の命令によるものだと知らなかったという。享年34。2人の子供もこの時殺されたが、遺腹の子である楊政道は生き残り、彼は祖母の蕭皇后とともに突厥に逃れ、後に唐に帰順した。

## 伝記資料
- 『隋書』巻59 列伝第24
- 『北史』巻71 列伝第59